# ジェイムズ・G・ベイカー

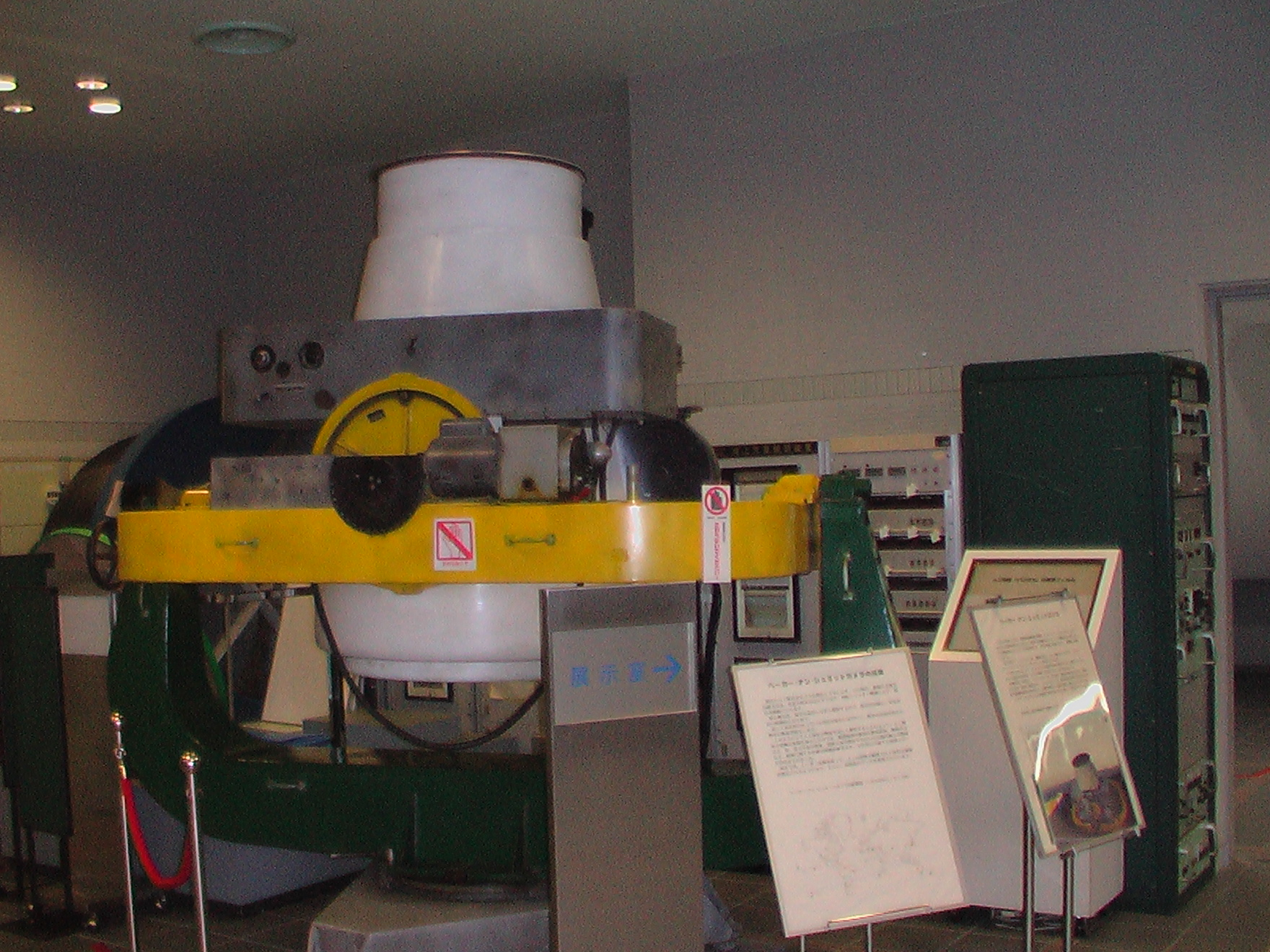
スミソニアン天体物理観測所によって人工衛星の追跡を目的として東京天文台三鷹観測所に設置されたベーカー・ナン・カメラ(現在は姫路科学館にて展示)

ジェイムズ・G・ベイカー（James Gilbert Baker , 1914年11月11日 - 2005年6月29日）は、アメリカ合衆国の天文学者、光学者。

## 生涯

### 学生時代
1914年、ベイカーはケンタッキー州ルイビルにおいて、ジェッセ・ベイカーとハッティー・スタラードの第4子として誕生した。
ベイカーはルイビルのデュポン・マニュアル高等学校を経てルイビル大学へと進み、数学を専攻した。ベイカーは天文学に関心を持ち、1931年にルイビル天文学会の設立に参加した。またベイカーは、在学中に将来の妻となるエリザベス・キャサリン・ブライテンシュタインと知り合った。そして1935年、ベイカーはルイビル大学を卒業し、文学士の学位を取得した。

### 業績
ベイカーは卒業後も天文学に対する興味をますます深め、ハーバード大学天文台での研究を始めた。1936年に修士号を獲得すると、翌1937年から1943年までハーバード学会の準研究員として勤め、1940年にシュミット式望遠鏡を改良したベイカー・シュミット式望遠鏡を開発した。そして1942年、ハーバード大学から天文学と天体物理学の博士号を授与された。
第二次世界大戦開戦後、ベイカーはジョージ・ゴダード大佐の下、新規創設された航空偵察部門の光学研究員として民間から登用され、広角カメラシステムを設計した。そして戦後、空軍写真研究所の顧問研究員となった。
戦後、ベイカーはマサチューセッツ州ケンブリッジに住み、1946年から1949年まではハーバード大学の助教授として光学の研究を行った。1948年にカリフォルニア州オリンダへ移りリック天文台の研究員となったが、1950年にハーバード大学に戻った。
世界初の人工衛星スプートニク1号の打ち上げの際、ベーカーはジョセフ・ナンとともにベーカー＝ナン カメラと呼ばれる人工衛星の軌道を追跡するための光学システムを設計した。カメラはパーキン・エルマーによって製造され、Boller and Chivensによって組み立てられ、スミソニアン天体物理観測所によって世界12箇所に設置された。その中の1台は1958年に東京天文台三鷹観測所に設置され、1968年に堂平観測所に移設された。
またベイカーはエドウィン・ランドとともに、ドワイト・D・アイゼンハワー大統領に対しU-2偵察機の製造を急ぐべきであると主張した。ベイカーはU-2偵察機やSR-71偵察機で使用されるカメラやレンズの設計に携わり、これらの技術は軍事偵察衛星計画サモスにも適用された。これらの技術は後に月面地図作成にも使用された。
1960年、ベイカーはアメリカ光学学会の理事長に就任した。ベイカーは1960年代半ばにポラロイドカメラSX-70を設計し、1960年代末には流星を追跡するためのベイカー・スーパー・シュミット・カメラを設計した。
ベイカーは多くの技術論文を投稿したことでも知られており、アメリカ合衆国で50を超える特許を取得した。ベイカーは光学に対してコンピューターを使用した初めての技術者であった。
2005年、ニューハンプシャー州ベッドフォードで90歳で死去した。

## 受賞歴
- 1962年 エリオット・クレッソン・メダル
- 1965年 フレデリック・アイヴズメダル
- 1978年 国際光工学会ゴールドメダル

## 家族
ベイカーは妻のエリザベスとの間に3人の息子と1人の娘をもうけ、さらに5人の孫に恵まれた。

## 文献
- George Z. Dimitroff; James G. Baker (1948年). Telescopes and accessories. Blakiston Company. ASIN B000RT6E3G

- アメリカ合衆国特許第 3,306,695号
- アメリカ合衆国特許第 4,331,391号
- アメリカ合衆国特許第 4,171,872号
- アメリカ合衆国特許第 5,327,291号
- アメリカ合衆国特許第 4,456,783号